# Matrimonio igualitario en las Islas Caimán
Las Islas Caimán no reconocen el matrimonio igualitario, sin embargo, las uniones civiles son legales desde 2020. El matrimonio entre personas del mismo sexo fue legal desde marzo hasta noviembre de 2019, cuando un tribunal de apelaciones revocó la sentencia.

## Antecedentes
En 2006, el grupo activista "People for Referendum" comenzó a protestar contra los derechos LGBT y el matrimonio igualitario, después de que un tribunal de las Antillas Neerlandesas dictaminara que Aruba debía reconocer los matrimonios igualitarios registrados en los Países Bajos. El grupo criticó este fallo, afirmando que el Ministerio de Asuntos Exteriores y de la Mancomunidad de Naciones (FCO) podría obligar al reconocimiento legal del matrimonio igualitario en las Islas Caimán.
La Constitución de las Islas Caimán, aprobada en junio de 2009, establece que el gobierno «respetará» el derecho de todo hombre y mujer solteros, con edad legal para casarse, a contraer matrimonio libremente con una persona del sexo opuesto y a fundar una familia. Sin embargo, la Constitución no define explícitamente el «matrimonio» ni prohíbe de forma explícita el matrimonio entre personas del mismo sexo. En agosto de 2015, tras el fallo en el caso Oliari y otros contra Italia, en el que el Tribunal Europeo de Derechos Humanos (TEDH) dictaminó que no ofrecer ningún tipo de reconocimiento legal a parejas del mismo sexo es discriminatorio, la Asamblea Legislativa de las Islas Caimán aprobó por unanimidad una moción que reafirmaba la prohibición del matrimonio igualitario. El TEDH tiene jurisdicción sobre las Islas Caimán.
En 2015, el primer ministro Alden McLaughlin indicó que el gobierno estaba evaluando modificar la ley y regulaciones de inmigración para permitir que las parejas del mismo sexo legalmente casadas en otras jurisdicciones pudieran obtener el reconocimiento del cónyuge como dependiente. En julio de 2016, el Tribunal de Apelaciones de Inmigración falló a favor de un hombre homosexual que buscaba ser reconocido como dependiente. La solicitud de la pareja se había presentado 14 meses antes y había sido rechazada por las autoridades de inmigración. Un fallo de julio de 2016 del Tribunal Europeo de Derechos Humanos tuvo importantes implicaciones para la demanda. El TEDH determinó que la negativa a conceder un permiso de residencia a una pareja del mismo sexo en Italia por motivos familiares constituía una discriminación injustificada. Pese a esta sentencia favorable, las autoridades migratorias posteriormente se negaron a conceder derechos de dependencia a dos parejas del mismo sexo con doble nacionalidad caimanense-británica. Las dos parejas se vieron obligadas a abandonar las Islas Caimán, a pesar de que uno de los miembros de cada pareja era ciudadano caimanense.
El 6 de octubre de 2016, la Asamblea Legislativa votó en contra de celebrar un referéndum sobre la legalización del matrimonio igualitario. En las semanas previas a las elecciones generales de 2017, el experto legal Leo Raznovich instó a las parejas del mismo sexo en las islas a impugnar la prohibición implícita del matrimonio igualitario en la legislación caimanense, argumentando que la ausencia de una prohibición expresa en la Constitución y en la legislación local activa la aplicación de los artículos 24 y 25 de la Constitución.

## Demanda judicial y uniones civiles
En abril de 2018, una pareja del mismo sexo, anunció su intención de presentar una demanda judicial contra la prohibición legal del matrimonio entre personas del mismo sexo en las Islas Caimán, después de que su solicitud para contraer matrimonio fuera rechazada por el registro civil. Argumentaron que la sección de la Ley de Matrimonio que define el matrimonio como la unión entre «un hombre y una mujer» era incompatible con diversos derechos garantizados por la Constitución. Durante el proceso, los abogados del gobierno reconocieron que existía una base constitucional convincente para que las parejas del mismo sexo tuvieran derecho a un régimen de unión civil o pareja de hecho, aunque argumentaron que la creación de dicho régimen debía quedar en manos del poder legislativo.
En marzo de 2019, el tribunal emitió su fallo a favor de las demandantes, concluyendo que la prohibición del matrimonio entre personas del mismo sexo violaba las libertades garantizadas por la Constitución, incluyendo el derecho a la vida privada y familiar. El juez Smellie utilizó su autoridad judicial para reescribir la ley de matrimonio, ordenando que fuera modificada para establecer que el «"Matrimonio" significa la unión entre dos personas como cónyuges mutuos». La sentencia entró en vigor de forma inmediata y no requirió ratificación por parte de la Asamblea Legislativa ni del Gobernador de las Islas Caimán. El 3 de abril de 2019, el primer ministro, Alden McLaughlin, anunció que el gobierno presentaría una apelación contra el fallo y solicitaría la suspensión de la ejecución de la sentencia. El 7 de noviembre de 2019 revocó el fallo del presidente del Tribunal Supremo. El tribunal instó a la Asamblea Legislativa a promulgar una ley de uniones civiles u otra forma legal equivalente, como lo exige la decisión del Tribunal Europeo de Derechos Humanos en el caso Oliari y otros contra Italia y la Carta de Derechos de la Constitución caimanense. También pidió al Reino Unido intervenir si el Gobierno de las Islas Caimán no cumplía con esta obligación.
En enero de 2020, los abogados de la pareja demandante anunciaron que habían iniciado el proceso para presentar una apelación ante el Comité Judicial del Consejo Privado en el Reino Unido. Un proyecto de ley sobre asociaciones domésticas fue presentado ante la Asamblea Legislativa el 26 de junio de 2020. La legislación permitiría a parejas del mismo sexo y de distinto sexo registrar una unión de hecho y gozar de varios de los derechos y beneficios del matrimonio. El gobernador Martyn Roper calificó la medida como «un paso bienvenido en el camino hacia garantizar que se respeten los derechos de todos».
El proyecto fue rechazado por 8 votos a favor y 9 en contra el 29 de julio. El diputado Kenneth Bryan, quien anteriormente había expresado su apoyo a la iniciativa, finalmente votó en contra, lo que provocó su fracaso. Durante el debate, el primer ministro McLaughlin advirtió en repetidas ocasiones que, de no aprobarse el proyecto, probablemente el Gobierno del Reino Unido intervendría e impondría el uniones de hecho, civiles o el matrimonio igualitario en las Islas Caimán.
| Partido                               | A favor | En contra | Abstención |
| ------------------------------------- | ------- | --------- | ---------- |
| Movimiento Progresista Popular        | 5       | 1         | 1          |
| Partido Demócrata de las Islas Caimán | -       | 2         | 1          |
| Independientes                        | 3       | 6         | -          |
| Total                                 | 8       | 9         | 2          |

El 30 de julio, el ministro en la sombra para Asuntos Exteriores de la Mancomunidad, Stephen Doughty, escribió a la ministra de Territorios de Ultramar del Reino Unido, la baronesa Sugg, instando al Gobierno británico a intervenir. El 5 de agosto, la baronesa Sugg aprobó el uso de los poderes reservados del gobernador, conforme al artículo 81 de la Constitución de las Islas Caimán, para promulgar una ley que reconociera las uniones entre personas del mismo sexo.
El 10 de agosto, el gobernador Martyn Roper publicó una versión enmendada del proyecto de ley de parejas de hecho, junto con reformas conexas a otras once leyes, que promulgaría tras un período de consulta pública de 21 días. Tras la consulta, el título fue cambiado de "uniones de hecho" a "unión civil". Bajo esta legislación, las parejas unidas civilmente pueden adoptar conjuntamente, compartir seguro de salud, inmigrar juntas y gozar de otros derechos otorgados a los matrimonios. Las uniones civiles están disponibles tanto para parejas del mismo sexo como de distinto sexo.
El 29 de octubre de 2020, Samantha Louise Erksine y Alice Hillman Lopez se convirtieron en la primera pareja en las Islas Caimán en celebrar una unión civil.

## Estadísticas
En los primeros seis meses, se registraron 26 uniones civiles en las Islas Caimán. Para finales de 2021, un total de 47 parejas habían celebrado una unión civil.